# Vasili Blojín
Vasili Mijáilovich Blojín (en ruso: Васи́лий Миха́йлович Блохи́н, 7 de enero de 1895-3 de febrero de 1955) fue un mayor general del ejército soviético que actuó como el principal verdugo de la NKVD estalinista bajo las administraciones de Guénrij Yagoda, Nikolái Yezhov y Lavrenti Beria.
Designado para el cargo por Iósif Stalin en 1926, Blojín dirigió un equipo de verdugos que realizó y supervisó numerosas masacres durante el mandato de Stalin, sobre todo durante la Gran Purga y la Segunda Guerra Mundial. Es recordado por asesinar él mismo a decenas de miles de prisioneros, incluyendo la matanza de unos 7.000 prisioneros de guerra polacos en la masacre de Katyn, en la primavera de 1940. Fue el verdugo oficial y asesino en masa más prolífico de la historia mundial registrada. Obligado a pedir el retiro tras la muerte de Stalin, Blojín murió en 1955, oficialmente por suicidio.

## Biografía
Blojín nació en una familia de campesinos el 7 de enero de 1895. Sirvió en el Ejército Imperial Ruso durante la Primera Guerra Mundial y se unió a la “Comisión Extraordinaria Panrusa” (Cheka) en marzo de 1921. Aunque los datos registrados escasean, destacó fuertemente por su violencia y por su capacidad para lo que Iósif Stalin llamó trabajo en negro ("chiórnaya rabota"): asesinatos, tortura, intimidación y ejecuciones clandestinas.
Una vez se ganó el favor de Stalin, ascendió rápidamente y en seis años fue nombrado jefe de la recién nacida comandancia del Departamento Ejecutivo de la NKVD. Este departamento fue creado específicamente por Stalin para los "trabajos oscuros". Con sede en Lubianka de Moscú, sus miembros fueron todos nombrados por él y recibían sus órdenes directas, lo que explica su persistencia en el tiempo, a pesar de las tres sangrientas purgas de la NKVD.
Como verdugo jefe, Blojín tenía el título oficial de comandante de la prisión interna de Lubianka, lo que le permitió realizar su verdadero trabajo con mínimo de escrutinio y sin papeleo oficial. Aunque la mayoría de las 828.000 ejecuciones estimadas de la NKVD realizadas en vida de Stalin fueron obra de chekistas locales en concierto con las troikas de la NKVD, las ejecuciones en masa fueron supervisadas por verdugos especializados de la Kommendatura. Además de supervisar esas operaciones, Blojín también se reservó para sí el disparo en toda ejecución de individuos de alto perfil llevadas a cabo en la Unión Soviética durante su mandato, incluyendo las de los viejos bolcheviques condenados en los juicios de Moscú, el mariscal de la Unión Soviética Mijaíl Tujachevski (condenado en un juicio secreto) y dos de los tres jefes de la NKVD caídos en desgracia (Guénrij Yagoda en 1938 y Nikolái Yezhov en 1940) bajo cuyo mando, a su vez, había servido. Asimismo, asesinó en persona a Mijaíl Koltsov, Isaak Bábel, Vsévolod Meyerhold, a Iona Yakir, Stanislav Kosior y Ieronim Uborévich. Fue galardonado con la Medalla de Honor por sus servicios en 1937.

## Implicación en la masacre de Katyn
El crimen más infame de Blojín fue el asesinato de más de 7.000 prisioneros de guerra polacos, internados en el campo de prisioneros de Ostáshkov, en el bosque de Katyn. La mayoría, militares y policías que fueron capturados tras la invasión soviética de Polonia de 1939. La infamia del crimen se manifiesta también en la orquestación de la campaña de propaganda, organizada luego por el régimen de Stalin, para culpar a la Alemania nazi de la masacre.
En 1990, como parte de la glásnost, Gorbachov entregó al gobierno polaco los archivos de las masacres de Katyn, Starobelsk y Kalinin (actualmente Tver), que revelan la participación de Stalin. Basado en la orden secreta de Stalin de 4 de abril al jefe de la NKVD, Lavrenti Beria (así como de la orden n.º 00.485 de la NKVD), los asesinatos se llevaron a cabo por más de 28 noches consecutivas en el sótano-cámara de ejecución, especialmente hecho, en la sede de la NKVD de Kalinin, y se les asignó, por su nombre, directamente a Blojín, nombrándolo verdugo oficial de la NKVD.
Al inicio, Blojín se propuso la ambiciosa meta de matar a 300 prisioneros por noche y desarrolló un eficiente sistema en que estos prisioneros serían llevados individualmente a una habitación, que había sido pintada de rojo y era llamada «cuarto leninista», con un breve paso por una pequeña antecámara, para una somera identificación positiva, antes de ser esposados y llevados a la sala de ejecución por una puerta situada al lado. Esta era especialmente diseñada con paredes acolchadas para aislamiento acústico, un suelo de hormigón en pendiente con desagüe, una manguera, y una pared larga junto a la que se pondrían los prisioneros. Blojín se mantenía esperando de pie, tras la puerta, en su atuendo de verdugo: un delantal de carnicero, sombrero y guantes largos hasta el hombro. Todo de cuero.
Luego, sin una audiencia, la lectura de una oración o cualquier formalidad, cada prisionero era llevado y sujetado por los guardias mientras Blojín le disparaba una vez en la base del cráneo con una pistola alemana Walther Modelo 2 de 6,35 mm. Blojín había llevado un maletín lleno con sus propias pistolas Walther, pues no confiaba en el desempeño de la pistola estándar soviética TT-33 para el uso continuo y pesado que pretendía darle. El empleo de una pistola de bolsillo alemana, comúnmente usada por la policía y los agentes de inteligencia alemanes, también proporcionaba una coartada plausible de los asesinatos si se llegaban a descubrir los cuerpos más tarde.
Se estima que unos treinta agentes de la NKVD, guardias y conductores locales, fueron puestos a servicio de escoltar a los prisioneros al sótano, confirmar la identificación, luego retirar los cuerpos y lavar la sangre con la manguera tras cada ejecución. Aunque algunas de ellas las realizó el primer teniente Andréi Rubánov, Blojín fue el verdugo principal, y fiel a su reputación, le gustaba trabajar de forma continua y rápida, sin interrupción. En sintonía con la política del NKVD y la condición secreta de la operación, las ejecuciones se hacían en la noche, desde la puesta del sol, y continuaban hasta justo poco antes de amanecer. Los cuerpos eran cargados de forma continua en camiones plataforma entoldados, a través de una puerta trasera en la cámara de ejecución, que viajaban dos veces por noche, hacia Médnoye, donde Blojín había dispuesto un buldócer y dos conductores de la NKVD, para ir colocando los cuerpos en un espacio sin vallar. Cada noche eran excavadas de 24 a 25 trincheras, de entre ocho y diez metros de longitud, para enterrar los cadáveres de esa misma noche, y cada zanja era enterrada antes del amanecer.
Blojín y su equipo trabajaron sin pausa durante diez horas cada noche, eliminando él un promedio de un preso cada tres minutos. Al final de la noche, Blojín repartía vodka a todos sus hombres. El 27 de abril de 1940, recibió en secreto la Orden de la Bandera Roja y una prima salarial mensual modesta como premio de Stalin por su «habilidad y organización en cumplimiento efectivo de las tareas especiales». Su recuento de 7.000 asesinatos en 28 días aún es la matanza masiva más organizada y prolongada, por un solo individuo, en la historia, y le valió hacerse titular de récord mundial Guinness como el «verdugo más prolífico» en 2010.

## Jubilación y muerte
Blojín fue obligado a solicitar el retiro tras la muerte de Stalin, en marzo de 1953, a pesar de que su «servicio irreprochable» fue públicamente señalado por Beria en el momento de su partida. Después de la caída del poder de Beria, en junio del mismo año, Blojín fue despojado de su rango en la campaña de desestalinización de Nikita Jruschov. Según los informes, se hundió en el alcoholismo, perdió el juicio y murió el 3 de febrero de 1955. La causa oficial de su muerte se reportó como «suicidio».

## Honores y premios
- Medalla al Trabajador del Cheka-GPU (V) № 498
- Medalla a Trabajador del Cheka-GPU (XV) (1932)
- Orden de la Estrella Roja (1936)
- Orden de la Placa de Honor (1937)
- Orden de la Bandera Roja, dos veces (1940, 1944)
- Orden de la Bandera Roja del Trabajo (1943)
- Orden de Lenin (1945)
- Orden de la Guerra Patriótica, 1.ª clase (1945)